# Udea defectalis
Udea defectalis is een vlinder uit de familie van de grasmotten (Crambidae), uit de onderfamilie van de Spilomelinae. De wetenschappelijke naam van deze soort is voor het eerst voorgesteld als Botys defectalis door Christian Johannes Amandus Sauber in een publicatie uit 1899.
De soort komt voor in China (Qinghai).